# Militära grader i Montenegro under första världskriget
Militära grader i Montenegro under första världskriget visar den hierarkiska ordningen i Kungariket Montenegros armé vid tiden för det första världskriget.

## Militära grader
- Divizijar = general
- Brigadir = överste
- Komandir = major
- Kapetan = kapten
- Poručnik = löjtnant
- Potporučnik = underlöjtnant
- Barjadkar = fanförare
- Vodnik = underofficer
- Desečar = korpral

### Hederstitlar
- Vojvod
- Serdar

## Folkdräkt istället för uniform
Den montenegrinska arméns huvuddel hade inga uniformer. Vid mobiliseringen fick soldaterna ut ett gevär och ett märke som sattes i mössan. Annars var både soldater och officerare i reserven iklädda folkdräkt. Märket i mössan hade olika utformning beroende på grad och fungerade även som gradbeteckning.

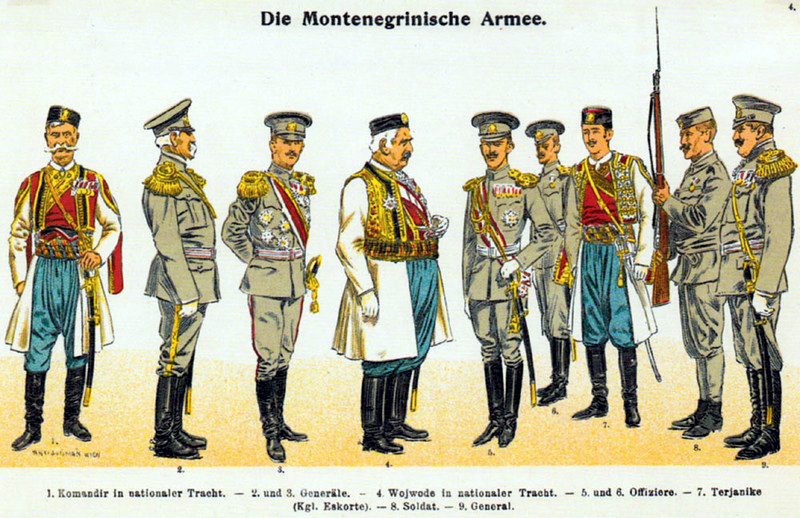
Från vänster till höger: 1. Komandir, 2/3. generaler, 4. Vojvod, 5/6. officerare, 7. Terjanike = kunglig eskort, 8. menig soldat i uniform, 9. general

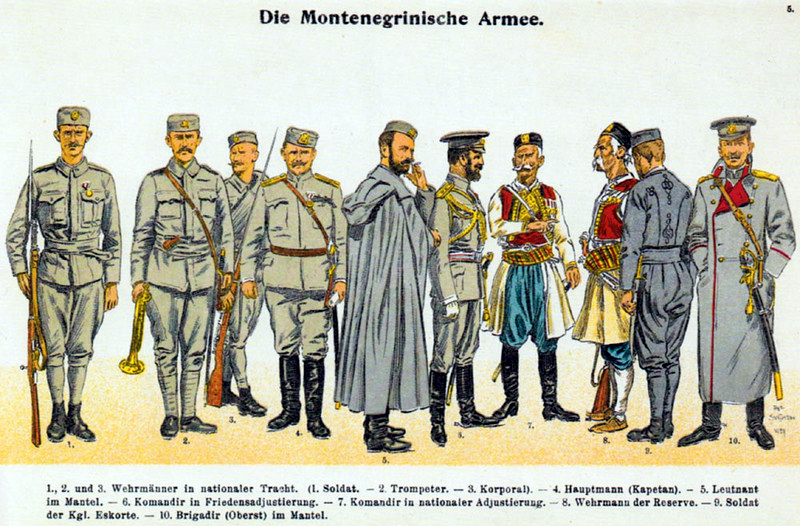
Från vänster till höger: 1. menig soldat, 2. Trumpetare, 3. Korpral (alla i fältuniformer), 4. kapten i fältuniform, 5. löjtnant i mantel, 6. Komandir i uniform, 7. Komandir, 8. reservsoldat (bägge i folkdräkt), 9. soldat i den kungliga eskorten, 10. Brigadir i kappa.

## Gradbeteckningar

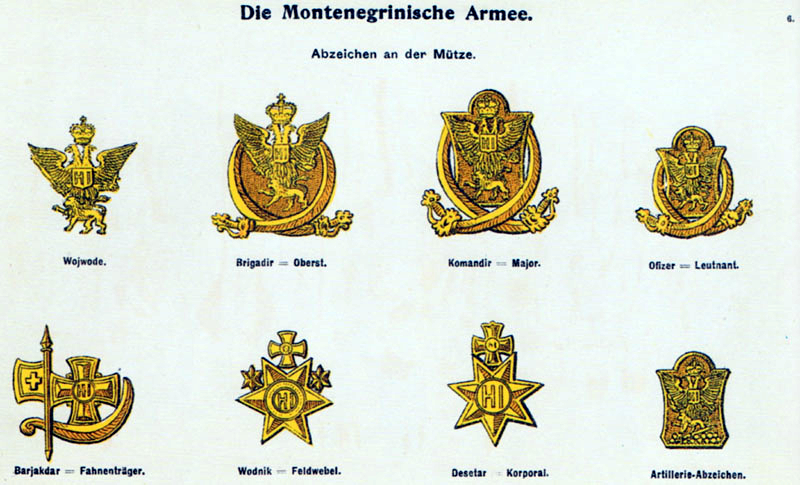
Från vänster till höger, övre raden först: Vojvod, Brigadir, Komandir, officerare, Barjakdar = fanförare, Vodnik = underofficer, Desečar = korpral, artillerist